# زرعيت
زرعيت هي موشاف إسرائيلية في منطقة الجليل الأعلى قرب الحدود اللبنانية. بلغ سكانها 264 نسمة في سنة 2017.
موقع قرية النبي روبين الفلسطينية كان بالقرب منها.